# Моралёвка
Моралёвка (бел. Маралёўка) — деревня в составе Савского сельсовета Горецкого района Могилёвской области Республики Беларусь.

## Население
- 1999 год — 63 человека
- 2010 год — 38 человек